# Tapolca
Tapolca é uma cidade da Hungria, situada no condado de Veszprém. Tem 63,46 km² de área e sua população em 2019 foi estimada em 15.072 habitantes.